# Big Generator
Big Generator es el duodécimo álbum de estudio de la banda británica de rock progresivo Yes, editado en 1987 por Atco Records.

## Detalles
La elaboración de Big Generator llevó dos años, durante los cuales el grupo repartió las sesiones de grabación entre estudios de Londres, Los Ángeles y una localidad del norte de Italia llamada Carimate.
El artífice del éxito comercial de 90125, Trevor Horn, participó de las sesiones, al inicio, aunque terminó alejándose del proyecto y de Yes, por fricciones con el baterista Alan White.
Si bien Big Generator fue otro álbum comercialmente bastante exitoso, a caballo de sus dos "hits" "Love Will Find a Way" y "Rhythm of Love", y -en menor medida- el tema homónimo, quedó muy lejos de la masiva popularidad de 90125.
Tras la gira el cantante Jon Anderson se abocó a sus proyectos, distanciándose del nombre Yes, y el grupo se mantuvo virtualmente inactivo por 4 años, hasta el disco Union, de 1991.
Durante ese espacio de tiempo Jon Anderson, Bill Bruford, Rick Wakeman y Steve Howe formaron un pseudo-Yes paralelo, sin el bajista Chris Squire, llamado Anderson Bruford Wakeman Howe (familiarmente ABWH), agrupación que editó un álbum hacia 1989.

## Lista de canciones
Lado A
1. Rhythm of Love (Anderson, Kaye, Rabin, Squire) – 4:47
2. Big Generator (Anderson, Kaye, Rabin, Squire, White) – 4:33
3. Shoot High, Aim Low (Anderson, Kaye, Rabin, Squire, White) – 7:01
4. Almost Like Love (Anderson, Kaye, Rabin, Squire) – 4:58

Lado B
1. Love Will Find a Way (Rabin) – 4:50
2. Final Eyes (Anderson, Kaye, Rabin, Squire) – 6:25
3. I'm Running (Anderson, Kaye, Rabin, Squire) – 7:37
4. Holy Lamb (Song for Harmonic Convergence) (Anderson) – 3:19

## Personal
- Jon Anderson -voz
- Trevor Rabin -guitarra, voz, teclados
- Tony Kaye -teclados
- Chris Squire -bajo, coros
- Alan White -batería, coros